# Бењон (Де Севр)
Бењон (фр. Beugnon) насеље је и општина у западној Француској у региону Поату-Шарант, у департману Де Севр која припада префектури Ниор.
По подацима из 2011. године у општини је живело 312 становника, а густина насељености је износила 19,14 становника/km². Општина се простире на површини од 16,3 km². Налази се на средњој надморској висини од 221 метар (максималној 247 m, а минималној 100 m).

## Демографија
| 1962. | 1968. | 1975. | 1982. | 1990. | 1999. | 2011. |
| ----- | ----- | ----- | ----- | ----- | ----- | ----- |
| 436   | 515   | 442   | 401   | 355   | 363   | 312   |

График промене броја становника у току последњих година